# Bruchköbel
Bruchköbel est une municipalité allemande située dans le land de la Hesse et l'arrondissement de Main-Kinzig.

## Jumelages
La ville de Bruchköbel est jumelée avec :
- Harkány (Hongrie) depuis le 23 septembre 1993
- Varangéville (France) depuis le 3 mars 2012